# Shire PLC
Shire PLC war ein 1986 gegründetes Pharmaunternehmen mit rechtlichem Sitz in Saint Helier auf Jersey und operativen Sitzen im irischen Dublin sowie im britischen Hampshire. Anfang Januar 2019 gab Shire bekannt, dass die Akquisition von Shire durch das japanische Pharmaunternehmen Takeda vollzogen ist.

## Geschichte
Zu Beginn der Unternehmensgeschichte vertrieb Shire unter dem damaligen Namen AimCane Calciumpräparate (Calcichew) zur Behandlung von Osteoporose und anderen Knochenkrankheiten. Durch weltweite Fusionen, Akquisitionen und Distributionen hat Shire Filialen in den USA, Kanada, Irland, Frankreich, Deutschland, Italien und Spanien. So wurde im Jahr 2008 das deutsche börsennotierte Unternehmen Jerini und damit das Präparat Firazyr übernommen. Im Januar 2014 hat Shire das US-amerikanische, bis dahin an der NASDAQ gehandelte Pharmaunternehmen ViroPharm und damit u. a. auch das Epilepsie-Produkt Buccolam (Midazolam) übernommen. Im Juli 2014 stimmte Shire zwar einer Übernahme durch das US-amerikanische Pharmaunternehmen AbbVie zu. Im Verlauf der Verhandlungen zog jedoch AbbVie sein Angebot wieder zurück. Im Januar 2015 hat Shire das US-amerikanische, bis dahin ebenfalls an der NASDAQ gehandelte Pharmaunternehmen NPS Pharmaceuticals, Inc. (NASDAQ: NPSP) erworben.
Baxalta
Im August 2015 machte Shire plc ein Übernahmeangebot in Höhe von rund 30,6 Milliarden Dollar auf das US-amerikanische Biotechnologie-Unternehmen Baxalta, das später auf rund 32 Milliarden erhöht wurde und im Januar 2016 angenommen wurde. Baxalta selbst entstand im Juli 2015 als Ableger (spin-off) der Biotechnologie-Sparte von Baxter International. Mit Medikamenten zur Behandlung von Hämophilie und anderen Blutgerinnungsstörungen, Immundefekten, intraoperativer Wundversorgung und bei der Entwicklung bestimmter Impfstoffe gegen seltene Krankheiten hatte Baxalta einen Umsatz von rund 6 Milliarden Dollar erzielt.
Im Juni 2016 wurde die Fusion beider Unternehmen zur Shire plc abgeschlossen, wodurch Shire plc zum Weltmarktführer im Bereich seltener und komplexer Erkrankungen (Orphan Diseases) wurde.
Akquisition durch Takeda
Im Juli 2018 wurde bekannt, dass das größte japanische Pharmaunternehmen Takeda beabsichtigt, Shire für 62 Milliarden Dollar zu kaufen. Bis diese Akquisition möglich ist, sind noch diverse Genehmigungen erforderlich. Eine erste Hürde ist die im Juli 2018 erfolgte „Clearance“ der United States Federal Trade Commission. Weitere Genehmigungen durch Regulierungsbehörden in China und der Europäischen Union stehen noch aus; auch die Aktionäre beider Partien müssen noch überzeugt werden. Würde diese Akquisition gelingen, befände sich Takeda unter den 10 größten Pharmafirmen der Welt.
Anfang Januar 2019 gab Shire bekannt, dass die Akquisition von Shire durch Takeda vollzogen ist.
Akquisition des Onkologie-Geschäftsbereiches durch Servier
Ende August 2018 hat Servier international den Onkologie-Geschäftsbereich von Shire übernommen.

## Indikationsbereiche
Shire bietet Spezialpräparate in folgenden Indikationsbereichen (dahinter in den Klammern befinden sich die zugehörigen Präparate):
- Aufmerksamkeitsdefizit-/Hyperaktivitätsstörung (kurz ADHS; Elvanse, Adderall XR, Intuniv, Equasym),
- Epilepsie (Buccolam),
- Gastroenterologie (Mezavant/Pentasa, Resolor),
- Hämatologie (Xagrid),
- Nephrologie (Fosrenol)
- und seltene genetische Erkrankungen: Hämophilie (u. a. Advate) Morbus Hunter (Elaprase), Morbus Fabry (Replagal), Morbus Gaucher (VPRIV) und hereditäres Angioödem (HAE) (Firazyr).

## Weitere Präparate
Weitere Präparate sind unter anderem: Dermagraft (zur Behandlung des diabetischen Fußsyndroms).